# 8403 Minorushimizu
8403 Minorushimizu eller 1994 JG är en asteroid i huvudbältet som upptäcktes den 6 maj 1994 av den japanska astronomen Takao Kobayashi vid Ōizumi-observatoriet. Den är uppkallad efter Minoru Shimizu.
Den tillhör asteroidgruppen Eos.